# Степан Писаревський
Писаревський Степан (псевдонім Стецько Шереперя) — (*1780-ті, Харківщина — †22 січня 1839, Вовчанськ, Харківщина) — український драматург, поет, православний священник.

## Біографія
Народився на Харківщині. Здобув освіту у Харківському духовному колегіумі, після закінчення якого займав високі духовні посади у Харкові, Богодухові, Вовчанську. Служив харківським протопопом. На момент смерті, 22 січня 1839 року, перебував протоієреєм у Вовчанську.
Його син — Писаревський Петро Степанович (1820—1871) — український поет, автор бурлескних віршів і байок.

## Творчість
Свої твори поет друкував під псевдонімом Стецька Шерепері.
За своє життя Писаревський написав вірші,  деякі зі своїх віршів поклав на музику, які стали українськими народними піснями: «Писулька до мого братульки Яцька, мирянського панотця...», «Де ти бродиш, моя доле?..»  (Марко Кропивницький включив ці пісні в комедію "Вій" (1896)), «За Німань іду» (про похід козацьких полків у Закордонному походу російської армії 1813 року) була інсценирована в українскій опереті «За Немань йду» Воладимиром Олександровым у 1872. У п'єсі «Купала на Івана» зобразив справжні народні обряди Купала та весілля. П'єса С. Писаревського «Купала на Івана» (Харків, 1840), написана на українській мові, як сказано в назві, «обряды Купалы и свадьбы, как водится у малороссиян, представлены в подлинном их виде, с национальными песнями», була музично оброблена як оперета Іваном Озаркевичем і отримала назву «Весілля, або Над цигана Шмагайла нема розумнішого» (1849). Музику до оперети написав Михайло Вербицький. Також написав байку «Крути, Панько, головою» та жартівливий твір «Писулька до мого братухи Яцька», «Свиня і Трояндник», «Моя доля»,«Пісня».
Його поетичні твори друкувалися в альманахах «Сніп» (1841), «Ластівка» (1841) та інших виданнях.